# Керсійське графство
Керсійське графство (фр. Comté de Quersy) — феодальне володіння на півдні Франції зі столицею в місті Каор.

## Історія
Рання історія Керсійського графства не досліджена. Його було засновано 849 року Карлом Лисим, королем Західного Франкського королівства. Графство було надано Раймунду, який згодом став графом Тулузьким.
Подальша історія графства залишається неясною. Історики припускають, що графство було передано молодшому сину Раймунда Еду, а потім сину Еда Раймунду II, але основні джерела, які це підтверджують, поки не визначені. Ерменгол, імовірно, був молодшим сином Еда Тулузького та у 906 році отримав графства Руерг і Керсі.
Найбільш імовірно, що за якийсь час, у 940-их, графство було передано Гуго, молодшому сину графа Ерменгола Руерзького, тоді як Руерг залишився за старшим сином Еда Раймундом II. Можливо, Раймунд II також використовував титул графа Керсі.
Спадкоємцями Раймунда II були Раймунд III, Гуго і Берта, які також могли використовувати титул графа Керсійського. Наприкінці X століття, після смерті Берти, останньої графині Руерга у 1063/1066 році Керсійське графство було приєднано до Тулузького графства, де на той час правив Вільгельм IV. Цілком імовірно, що попередні графи Тулузькі до Гільйома IV також носили титул графів Керсійських.

## Список графів Керсійських
- 849 — 865: Раймунд I, граф Керсійський (849–865), граф Руерга (849–865), граф Тулузи (852–865), граф Ліможа, (841–863), граф Альбі (852–863)
- 872 — 898: Ед, граф Керсійський (886–898), граф Руерга (870–898), граф Тулузи (886–918), маркіз Готії (918–918)
- 898 — 906: Раймунд, граф Керсійський (898–906), граф Тулузи (906 — бл. 923), граф Руерга (898–906), граф Альбі (918 — бл. 923), граф Німа (918 — бл. 923), маркіз Готії (918 — бл. 923)
- 906 — бл. 935: Ерменгол (пом. бл. 935), граф Керсійський (906–935), граф Руерга (906–935), граф Альбі й Німа (923–935)
- бл. 935 — бл. 972: Гуго
- бл. 935 — 961: Раймунд II, граф Керсійський (бл. 935–961), граф Руерга (935–961), маркіз Готії (935–961), герцог Аквітанії і граф Оверні (бл. 935–955).
- 961 — бл. 1010: Раймунд III, граф Керсійський (974 — бл. 1008), граф Руерга (961 — бл. 1008), маркіз Готії (975 — бл. 1008)
- 1010 — 1053: Гуго, граф Керсійський, граф Руерга, маркіз Готії (1010–1053)
- 1053 — 1063/1066: Берта, графиня Керсійська, графиня Руерга, маркіза Готії (1053–1066); чоловік — Роберт, віконт Оверні (1059–1096)

Близько 1066 року Керсійське графство було об'єднано з Тулузьким графством.